# Aces of the Galaxy
Aces of the Galaxy est un jeu vidéo de type rail shooter développé par Artech Studios et édité par Sierra On-Line sorti le 4 juin 2008 sur Windows et Xbox 360.

## Synopsis
Les Skurgians détestent les humains. Les différences entre les deux races sont tellement énormes qu'elles résultent à une guerre inter-galactique.

## Accueil
- 1UP.com : B-[1]
- IGN : 7,5/10[2]